# NZ Большой Медведицы
NZ Большой Медведицы (лат. NZ Ursae Majoris), HD 105458 — одиночная переменная звезда в созвездии Большой Медведицы на расстоянии приблизительно 324 световых лет (около 99 парсеков) от Солнца. Видимая звёздная величина звезды — от +7,82m до +7,72m.

## Характеристики
NZ Большой Медведицы — жёлто-белый гигант, переменная звезда типа Гаммы Золотой Рыбы (GDOR) спектрального класса F0III или A5.